# Немачка радничка партија
Немачка радничка партија је била краткотрајна немачка политичка странка која је била претходник Нацистичке партије. Основана је у Минхену 1919. Први председник је био Антон Дрекслер, а касније је Адолф Хитлер, који је тада био у чину каплара, добио задатак од немачке обавештајне службе да испита активност ове партије. Пошто је импресионирао чланове партије својим говорничким способностима, Хитлеру је понућено чланство у партији, што
је прихватио у септембру 1919. и убрзо је постао главни човек странке задужен за пропагандно деловање. Хитлер је истиснуо Дрекслера и постао је нови вођа и променио јој је име у Националсоцијалистичка немачка радничка партија.